# Чичу, Джонатан
Джо́натан Эрл Чи́чу (англ. Jonathan Earl Cheechoo; род. 15 июля 1980 года, Мус-Фактори, Онтарио, Канада) — канадский хоккеист, правый нападающий. Ранее выступал в НХЛ за «Сан-Хосе Шаркс» и «Оттава Сенаторз».
Чичу — первый представитель индейского племени кри как в НХЛ, так и в КХЛ.
Автор первой шайбы «Медвешчака» в чемпионате КХЛ.
В своей первой официальной игре за «Динамо-Минск» 4 сентября 2014 года сделал хет-трик и отдал две голевые передачи в матче против «Йокерита» (5:4 ОТ). 24 октября 2014 года сделал хет-трик в ворота «Югры» уже к 27-й минуте матча (6:2).
Всего в КХЛ сыграл 217 матчей за «Медвешчак», «Динамо-Минск» и «Слован» и набрал 164 очка (73+91). В плей-офф Кубка Гагарина сыграл 9 матчей и набрал 3 очка (0+3).
6 марта 2018 года Чичу завершил  профессиональную хоккейную карьеру игрока.

## Рекорды
- Наибольшее количество голов за сезон (56) 2005/06
- Наибольшее количество голов в большинстве за сезон (24) 2005/06
- Наибольшее количество хет-триков за сезон (5) 2005/06

## Награды
- 2005/06: «Морис Ришар Трофи» (56 голов за сезон)
- Участник двух матчей звёзд КХЛ (2014, 2015)

## Статистика
| Легенда | Легенда                    | Легенда | Легенда                   | Легенда | Легенда    |
| ------- | -------------------------- | ------- | ------------------------- | ------- | ---------- |
| И       | Количество проведённых игр | Штр     | Штрафное время            | +/−     | Плюс-минус |
| Г       | Голы                       | П       | Голевые передачи          | О       | Очки       |
| -       | Статистика неизвестна      | —       | Статистика не учитывалась |         |            |